# Brwinów
Brwinów is een stad in het Poolse woiwodschap Mazovië, gelegen in de powiat Pruszkowski. De oppervlakte bedraagt 10,06 km², het inwonertal 11.743 (2005). Het is tevens de zetel van de gemeente Brwinów